# 月曜日の朝、スカートを切られた
「月曜日の朝、スカートを切られた」（げつようびのあさ、スカートをきられた）は、日本の女性アイドルグループ欅坂46の楽曲。作詞は秋元康、作曲は饗庭純、編曲は若田部誠が担当した。同グループの1stアルバム『真っ白なものは汚したくなる』のリード曲である。同アルバムのType-A・Type-BのDisc 2・1曲目、通常盤の16曲目に収録。ミュージックビデオは5thシングル「風に吹かれても」Type-Aの特典DVDに収録。

## チャート成績
「月曜日の朝、スカートを切られた」は、2017年7月31日付のBillboard Japan Hot 100に14位で初登場した（2,372ポイント）。
CS放送のスペースシャワーTVによるチャート番組・SUPER HITS PERFECT RANKING 50では2017年7月29日放送分で1位を獲得。その後の推移は以下の通り。
| 放送日         | 順位 | 同週の1位                                |
| -------------- | ---- | ---------------------------------------- |
| 2017年7月29日  | 1位  | 欅坂46「月曜日の朝、スカートを切られた」 |
| 2017年8月6日   | 5位  | Mr.Children「himawari」                  |
| 2017年8月13日  | 16位 | NMB48「まさかシンガポール」              |
| 2017年8月19日  | 14位 | 乃木坂46「逃げ水」                       |
| 2017年8月26日  | 14位 | 星野源「Family Song」                    |
| 2017年9月2日   | 10位 | 桑田佳祐「オアシスと果樹園」             |
| 2017年9月9日   | 20位 | AKB48「#好きなんだ」                     |
| 2017年9月16日  | 25位 | 関ジャニ∞「奇跡の人」                    |
| 2017年9月23日  | 33位 | 福山雅治「聖域」                         |
| 2017年9月30日  | 34位 | 福山雅治「聖域」                         |
| 2017年10月8日  | 30位 | Hi-STANDARD「The Gift」                  |
| 2017年10月14日 | 42位 | Hi-STANDARD「The Gift」                  |
| 2017年10月21日 | 圏外 | DREAMS COME TRUE「あなたのように」       |
| 2017年10月28日 | 50位 | 嵐「つなぐ」                             |
| 2017年11月4日  | 圏外 | 欅坂46「風に吹かれても」                 |

## ミュージック・ビデオ
「月曜日の朝、スカートを切られた」のミュージック・ビデオは、収録アルバムの発売日である2017年7月19日に欅坂46のオフィシャルYouTubeチャンネルで公開された。
ビデオは過去「サイレントマジョリティー」や「世界には愛しかない」、「大人は信じてくれない」、「エキセントリック」といった作品を手掛けた池田一真が監督を務めている。
このビデオは「サイレントマジョリティー」の前夜を描いた作品になっており、普通の少女から欅坂46になるその直前の彼女たちの姿が表現されている。中心に映っているのは「サイレントマジョリティー」のフロントメンバーだが、その他一部のメンバーもフィーチャーされたシーンがある。

## 選抜メンバー
- 石森虹花、今泉佑唯、上村莉菜、尾関梨香、織田奈那、小池美波、小林由依、齋藤冬優花、佐藤詩織、志田愛佳、菅井友香、鈴本美愉、長沢菜々香、土生瑞穂、原田葵、平手友梨奈、守屋茜、米谷奈々未、渡辺梨加、渡邉理佐、長濱ねる

## チャート
| チャート（2017年）            | 最高 順位 |
| ----------------------------- | --------- |
| Billboard Japan Hot 100       | 14        |
| SUPER HITS PERFECT RANKING 50 | 1         |
| 歌ネット歌詞検索ランキング    | 1         |
| LINE MUSICランキング          | 4         |

## その他
本楽曲に関しては、過去に実際に列車内でスカートを切られたという女性が「不謹慎」などと意見を表明し、それに対して賛同する意見や逆にいわゆる「言論統制」では? などと疑問を呈したり、反発する意見がネットに掲載され、報道で言及された。同じネット署名サイトでは「曲が封印されてしまうのを阻止したい」として反対の署名活動も行われた。
その作品内容については、歌詞の一節「「私は悲鳴なんか上げない」は、一見彼女たちのイメージから逆向しているように思われるかもしれない。しかし、「悲鳴をあげずに社会に従順であれ」というメッセージを発信していると解釈するのは少々軽率ではないだろうか」と、歌詞とミュージックビデオのイメージを総合し『サイレントマジョリティー』と関連させて指摘した意見があった。一方で楽曲をプロデュースした秋元康が書いた歌詞について、ニュースサイトのリテラ編集部は「…… 秋元康の歌詞にある女性蔑視思想」と題した記事の中で「性犯罪や傷害の被害に遭った女性の恐怖や心の傷への想像力」の欠如を指摘し「単なるネタとして描いているにすぎない」と問題視し、『サイレントマジョリティー』との関連でも「受けた心の傷を成長の糧に変える、というレベルの話ではない」と批判した。